# Jaqueline Vargas
Jaqueline Vargas é roteirista há mais de 20 anos, autora de telenovelas brasileiras, conhecida principalmente por seu trabalho na bem-sucedida Floribella. Também foi responsável pela adaptação da série israelense Be tipul - Sessão de Terapia para o Brasil e disponível na plataforma da Globo Play. A série originalmente com duas temporadas, ganhou mais três temporadas originais criadas pela autora. Trabalhou no SBT em 2009, na qual foi co-autora da novela Vende-se um Véu de Noiva. Em 2015 foi co-autora da décima quinta temporada de Malhação, Malhação: Múltipla Escolha. Em 2016, foi co-autora de Renato Modesto na novela A Terra Prometida da RecordTV. Em 2017, foi co-autora de Cao Hamburguer na vigésima quinta temporada de Malhação, Malhação - Viva a Diferença, ganhadora do Emmy. Também foi autora da adaptação da série Rua Augusta (TNT) e da novela Maria Magdaleña (Sony International/Dopamine), ambas em 2018.  
Em cinema escreveu e dirigiu o curta Solidão e o longa "Querida Mamãe", ambos de 2017, “Predestinado – Arigó e o espírito de Dr. Fritz” em 2022 e a comédia “TPM – meu amor” em 2023.
Apaixonada por todo tipo de narrativa, Jacqueline tem uma produtora de Podcasts (Hypathya) e em 2020 escreveu, dirigiu e produziu a áudio série #TdVaiFicar que ficou entre os programas mais ouvidos do ano.  
Escritora dos livros As Aventuras de Floribella (2006); Valentina: A Herdeira da Magia(2008); Sessão de Terapia (2013); Aquela que não é mãe, seu primeiro livro de poesias (2021) e sua mais recente publicação, A Arte de Cancelar a Si Mesmo: é o canto do rouxinol azul (2024), sendo este o primeiro livro de uma trilogia, onde a escritora entrelaça pesquisas sobre psicanálise em uma ficção para o público infantojuvenil, que reflete sobre como a subjetividade dos jovens está conectada às as redes sociais, ponderando as consequências do excesso de informações no cotidiano e questiona os limites entre o esquecimento e a necessidade de registrar as memórias na internet.  
Em paralelo, formou-se em Psicanálise, com foco na abordagem para a adolescência.  

## Filmografia

### Televisão
| Ano     | Título                   | Escalação        | Emissora          | Notas      |
| ------- | ------------------------ | ---------------- | ----------------- | ---------- |
| 2005—06 | Floribella               | Autora principal | Rede Bandeirantes | [ nota 1 ] |
| 2007—09 | Malhação 2008            | Autora principal | TV Globo          | [ nota 1 ] |
| 2009—10 | Vende-se um Véu de Noiva | Autora principal | SBT               | [ nota 2 ] |
| 2012—21 | Sessão de Terapia        | Autora principal | GNT               |            |
| 2016—17 | A Terra Prometida        | Colaboradora     | Record            | [ nota 3 ] |
| 2017—18 | Malhação 2017            | Colaboradora     | TV Globo          | [ nota 4 ] |
| 2018    | Rua Augusta              | Colaboradora     | TNT               |            |
| 2018—19 | María Magdalena          | Autora principal | Azteca 7          | [ nota 5 ] |
| 2025    | Dona de Mim              | Colaboradora     | TV Globo          | [ nota 6 ] |

### Cinema
| Ano  | Título                                        | Escalação  |
| ---- | --------------------------------------------- | ---------- |
| 2016 | Idílio                                        | Roteirista |
| 2017 | Solidão 22B                                   | Roteirista |
| 2022 | Predestinado: Arigó e o Espírito do Dr. Fritz | Roteirista |
| 2023 | TPM! Meu Amor                                 | Roteirista |
| 2025 | As Polacas                                    | Roteirista |